# Henry Paterson
Henry Paterson (26 de fevereiro de 1997) é um jogador de rugby australiano, que joga na posição de back.

## Carreira
Paterson é filho do ex- atacante do Roosters e medalhista do Rothmans, Trevor Paterson. Ele estava programado para fazer sua estreia olímpica em Tóquio, mas teve que desistir na véspera dos Jogos devido a uma lesão.
Ele substituiu Jed Stuart na quarta rodada do Sevens World Series em Sevilha, para o Sevens da Espanha de 2022. Ele marcou um hat-trick e ajudou seu time a vencer a final do Sevens de Londres de 2022 contra a Nova Zelândia. Paterson competiu pelo time australiano de sevens nos Jogos da Commonwealth de 2022 em Birmingham. Ele também representou a Austrália na Copa do Mundo de Rugby Sevens na Cidade do Cabo.
Em 2024, ele foi nomeado para a seleção australiana para as Olimpíadas de Verão em Paris.